# Caïnites
Els caïnites eren una branca dels ofites, situada també al segle ii, que venerava Caín per ser un reprovat del Déu dels jueus. A totes les persones a qui consideraven que Déu havia condemnat els dedicaven un pietós culte. Aquesta secta mai va comptar amb gran nombre de partidaris dins dels seguidors de sectes gnòstiques.

## Evangeli dels caïnites
L'anomenat Evangeli de Judes és realment l'evangeli de la secta gnòstica dels caïnites. Són esmentats per Ireneu de Lió, cap a l'any 180, i al següent segle per Epifani de Salamina i per un anònim atribuït a Tertul·lià. Els caïnites es diuen així perquè veneren Caín com un ésser d'origen celestial, mentre que menyspreen el seu germà Abel per la seva debilitat. També admiren Esaú, Corè, els habitants de Sodoma i, també per Abraxas; en general, tots aquells que a l'Antic Testament apareixen enfrontats al Déu creador, que per a ells no és el veritable Déu, sinó un personatge angèlic de jerarquia inferior. Ireneu diu que defensaven cadascun dels pecats té un àngel al seu costat, i que el que comet un pecat descarrega en aquest àngel tota la responsabilitat. I que si se sap això es té el coneixement perfecte.
Amb aquests antecedents no és d'estranyar que posessin el seu evangeli sota el nom de Judes. Sobre Jesucrist semblen haver tingut diferents interpretacions, ja que alguns d'ells creuen que Judes va entregar Jesús perquè aquest volia destruir la Veritat. Altres, en canvi, agraeixen Judes el que va fer, perquè amb la seva acció va frustrar l'acció de les potències espirituals que volien impedir la Passió de Jesús i la salvació del gènere humà.